# Placusa adscita
Placusa adscita är en skalbaggsart som beskrevs av Wilhelm Ferdinand Erichson 1839. Placusa adscita ingår i släktet Placusa, och familjen kortvingar. Arten har ej påträffats i Sverige.